# Giáo phận Lộ An
Giáo phận Lộ An/Trưởng Trị (tiếng Trung: 天主教(潞安/長治)教区; tiếng Latinh: Dioecesis Lunganensis) là một giáo phận của Giáo hội Công giáo Rôma ở Trung Quốc nằm trong Giáo tỉnh Thái Nguyên, có tòa giám mục đặt tại Trưởng Trị (Sơn Tây).
Hiện tại, cách đọc tên "Lộ An" trong tiếng Hoa phổ thông là "Luan". Trong phương ngữ địa phương, nó được phát âm là "Lu-ngan", đó là lí do các tài liệu cũ được ghi bởi các nhà truyền giáo gọi nó theo cách này. Tài liệu của Hoa Kỳ "The Chinese recorder and missionary journal, Volume 3" gọi nó là "Lu-ngan-fu" (Lộ An Phủ?).

## Lịch sử
- 15/10/1696: Hạt Đại diện Tông tòa Sơn Tây được thành lập, tách ra từ Giáo phận Nam Kinh.
- 1712: Sáp nhập vào Hạt Đại diện Tông tòa Xiểm Tây và Sơn Tây.
- 2/3/1844: Tái thành lập với tên Hạt Đại diện Tông tòa Sơn Tây, tách ra từ Hạt Đại diện Tông tòa Xiểm Tây và Sơn Tây.
- 17/6/1890: Đổi tên thành Hạt Đại diện Tông tòa Nam Sơn Tây.
- 3/12/1924: Đổi tên thành Hạt Đại diện Tông tòa Lộ An Phủ.
- 11/4/1946: Nâng cấp thành Giáo phận Lộ An.

## Lãnh đạo giáo phận
- Giám mục Lộ An
  - Giám mục Phêrô Đinh Linh Bân, O.F.M. (2016–hiện tại)
  - Giám mục Hermengild Lý Nghị, O.F.M. (1998 - 2012)
  - Giám mục Francis Gerard Kramer, O.F.M. (11/4/1946 – 1982)
- Đại diện Tông tòa Lộ An Phủ 潞安府
  - Giám mục Fortunato Antonio Spruit, O.F.M. (22/11/1927 – 12/7/1943)
  - Giám mục Alberto Odorico Timmer, O.F.M. (20/7/1901 – 1927)
- Đại diện Tông tòa Nam Sơn Tây 山西南境
  - Giám mục Giovanni Antonio Hofman, O.F.M. (24/4/1891 – 20/7/1901)
  - Giám mục Martin Poell, O.F.M. (20/6/1890 – 2/1/1891)
  - Giám mục Luigi Moccagatta, O.F.M. (27/9/1870 – 6/9/1891)
- Đại diện Tông tòa Sơn Tây 山西
  - Giám mục Joachin Salvetti, O.F.M. (21/2/1815 – 21/9/1843)
  - Giám mục Antonio Luigi Landi, O.F.M. (7/11/1804 – 26/10/1811)